# Keiprød
Keiprød est une localité du comté de Troms, en Norvège.

## Géographie
Administrativement, Keiprød fait partie de la kommune de Lavangen.